# Macizo de Atlantis
El Macizo de Atlantis es un macizo submarino de gran tamaño en el océano Atlántico Norte. Consisten en una región en forma de cúpula de aproximadamente 10 millas (16 km) de ancho y elevándose unos 14 000 pies (4267 m) del fondo del mar. Se encuentra aproximadamente a 30°8′N de latitud 42°8′W de longitud; justo al este de la intersección de la dorsal mesoatlántica con la falla transformante de Atlantis. El punto más alto del macizo ronda los 700 metros (2297 pies) por debajo de la superficie del mar. Contiene el campo hidrotermal Ciudad Perdida.

## Descripción
Se presume que el macizo de Atlantis se formó por debajo de la dorsal mesoatlántica, pero que se desprendió de ella durante el movimiento de las placas, entre 1,5 y 2 millones de años atrás. Estudios geológicos del macizo han indicado que no está compuesto por el basalto negro clásico del fondo del océano, sino por una densa peridotita verde que generalmente se encuentra en el manto terrestre. El domo central es corrugado y estriado de una manera que es representativa de un complejo de núcleo oceánico ultramáfico expuesto.
Una expedición a la zona en 1996 supuso un importante avance en el estudio del suelo oceánico. Encontró que una falla de desprendimiento de pendiente pronunciada está asociada con la estructura compleja del núcleo oceánico. El domo fue causado por material del manto que se extruyó a la superficie oceánica. Una expedición posterior descubrió el campo hidrotermal de Ciudad Perdida cerca de la cima de la cordillera en 2000.
Otra expedición en 2016, la expedición IODP 357, se enfocó en este macizo, perforando núcleos en diferentes puntos de interés.